# Línguas da Bélgica
O Reino da Bélgica tem três línguas oficiais: neerlandês, francês e alemão. Também há uma variedade de línguas e dialetos não oficiais e minoritárias.

## Línguas oficiais

### Estatuto jurídico
A Constituição Belga garante, desde a independência do país, a liberdade da linguagem na esfera privada. O Artigo 30 especifica que "o uso de línguas faladas na Bélgica é opcional; somente a lei pode se pronunciar sobre esta questão, e apenas por atos das autoridades públicas e para assuntos jurídicos." Para as autoridades públicas, existe uma extensa legislação linguística relativa ao neerlandês (também conhecido por holandês), ao alemão e ao francês, apesar de a Constituição não mencionar explicitamente que as línguas gozam de estatuto oficial. O Artigo 4, no entanto, divide o país em áreas linguísticas, que formam a base da estrutura federal: "a Bélgica tem quatro áreas linguísticas: a área francófona, a área da língua flamenca, a área bilíngue de Bruxelas e a região de língua alemã."
Antes de a estrutura federal e a legislação linguística ser introduzida gradualmente no século XX, o francês foi, em geral, a única língua utilizada pelas autoridades públicas. Por exemplo, a versão neerlandesa da Constituição tem desfrutado de um estatuto igual ao original francês só a partir de 1967, e a versão alemã desde 1991.

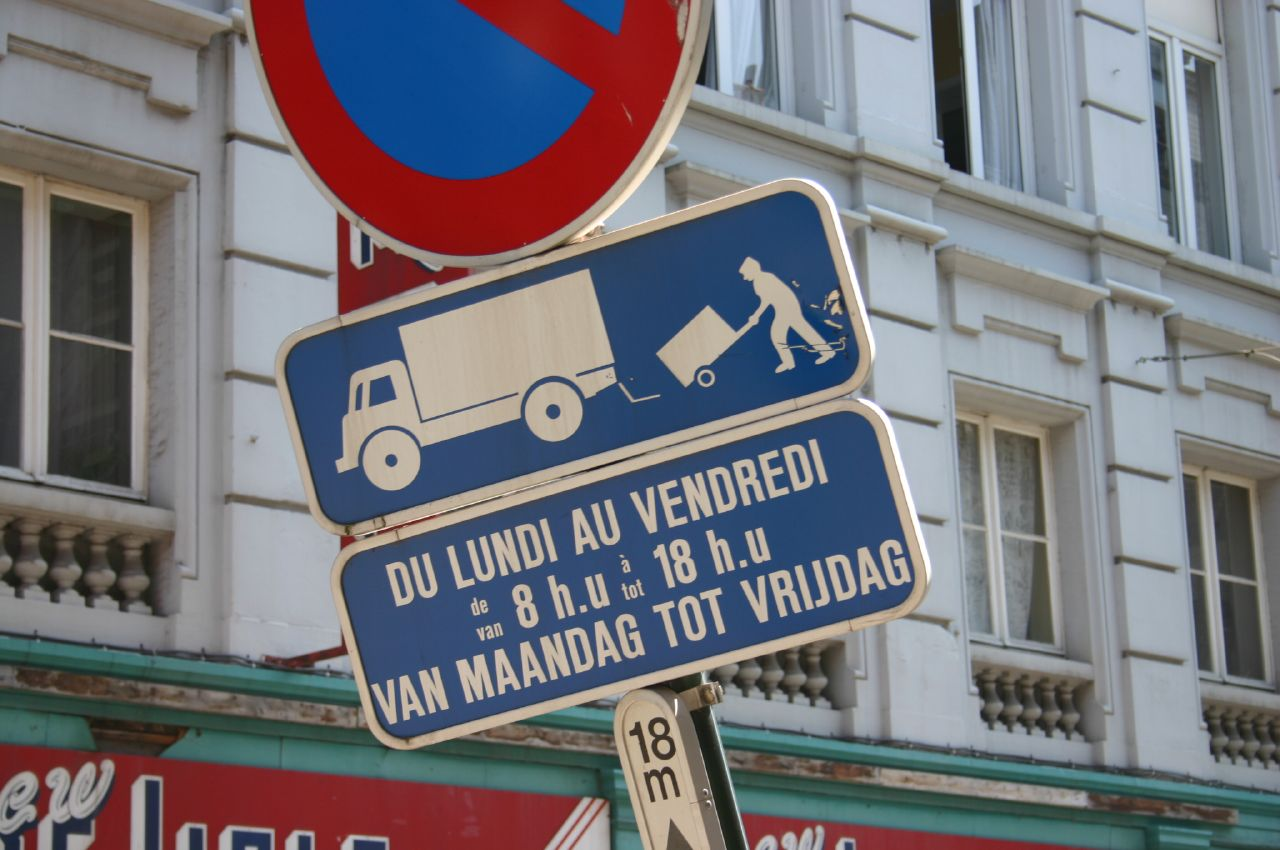
Uma placa de trânsito redigida em francês (em cima) e em neerlandês (embaixo) em Bruxelas

Dos habitantes da Bélgica, cerca de 59% pertencem à Comunidade flamenga, 40% à Comunidade francesa, e 1% à Comunidade de língua alemã. No entanto, estes números, referentes aos idiomas oficiais, incluem números desconhecidos de imigrantes e dos seus filhos, falantes de uma língua estrangeira como língua materna, e de migrantes internos belgas. Embora a forma padrão de neerlandês usado na Bélgica seja quase idêntica à falada nos Países Baixos e aos diferentes dialetos espalhados em toda a fronteira, é muitas vezes popularmente chamado de "Flamengo".

### Neerlandês
O neerlandês é a língua oficial da Comunidade flamenga e da região de Flandres e, junto com o francês, a língua oficial da Região de Bruxelas-Capital. Os principais dialetos do idioma falados no país são Brabantian, Flamengo Ocidental, Flamengo Oriental e Limburguês. Todos estes são falados também nos Países Baixos (Holanda). Os dialetos flamengos adotaram, em sua história, muito mais do vocabulário francês e de outras línguas românicas do que outros dialetos neerlandeses e, devido a isso, eles não são sempre facilmente inteligível para falantes de neerlandês fora de Flandres. Palavras que são únicas para os belgas neerlandeses são chamados belgicismos. O dialeto Brabantian, originário de Bruxelas, foi muito influenciado pelo francês. É hoje falado por uma minoria na região da Capital desde que a língua da maioria dos habitantes mudou durante a Afrancesação de Bruxelas.

### Francês
O segundo idioma materno mais falado, usado por quase 40% da população, é o francês. Trata-se da língua oficial da Comunidade francesa e da região da Valônia (que também também uma pequena comunidade de língua alemã), bem como a Região de Bruxelas-Capital. Quase todos os habitantes da região da Capital de falam francês como língua principal (50%) ou como uma língua franca (45%). Há também muitos flamengos que falam francês como uma segunda língua. O francês belga é, na maioria dos aspectos, idêntico ao francês parisiense, mas difere em alguns pontos de vocabulário, pronúncia e semântica.

### Alemão
O alemão é a língua oficial menos prevalente na Bélgica, falado nativamente por menos de 1% da população. A comunidade germanófona do país possui cerca de 77.000 pessoas, que residem em uma área da Bélgica que foi cedida pelo antigo Império alemão, como parte do Tratado de Versalhes que concluiu a I Guerra Mundial. Em 1940, a Alemanha Nazista re-anexou a região após a sua invasão da Bélgica durante a II Guerra Mundial;  no entanto, após a guerra ela retornou à Bélgica.

## Uso
| Distribuição de línguas na Bélgica | Distribuição de línguas na Bélgica | Distribuição de línguas na Bélgica | Distribuição de línguas na Bélgica | Distribuição de línguas na Bélgica |
| ---------------------------------- | ---------------------------------- | ---------------------------------- | ---------------------------------- | ---------------------------------- |
|                                    |                                    |                                    |                                    |                                    |
| Flamengo                           | Flamengo                           |                                    | 60%                                | 60%                                |
| Francês                            | Francês                            |                                    | 40%                                | 40%                                |
| Alemão                             | Alemão                             |                                    | 0,4%                               | 0,4%                               |

Na política nacional, os políticos podem optar livremente por falar em qualquer uma das três línguas oficiais. Por sua vez, o Parlamento belga fornece a interpretação simultânea para aqueles que necessitam dele para ajudar na comunicação.
A educação é fornecida pelas Comunidades, neerlandês na Comunidade flamenga (Flandres e Bruxelas), em francês para a Comunidade francesa (Valónia e Bruxelas), alemão, na comunidade de língua alemã. A instrução em outros idiomas é proibida em escolas financiadas pelo governo, exceto no caso de aulas de línguas estrangeiras. No entanto, o idioma inglês tornou-se cada vez mais utilizado no ensino superior.
Também toda a correspondência oficial e a comunicação com o governo (por exemplo, documentos tributários, a leis locais, solicitação de documento de identificação ou passaporte, autorizações de construção, etc.) deve estar na língua oficial da região ou comunidade. Moradores de alguns municípios recebem uma exceção a essas regras.

## Multilinguismo
Em 2006, a Universidade Católica de Louvain, a maior universidade de língua francesa do país, publicou um relatório com a introdução (traduzido):
Esta edição, relativa às economias, é dedicada à demanda de conhecimento de línguas na Bélgica e em suas três regiões (Bruxelas, Flandres, Valônia). As pesquisas demostram que Flandres é claramente mais multilingue, o que é sem dúvida um fato bem conhecido, mas a diferença é considerável: enquanto 59% e 53% dos flamengos sabem francês ou inglês, respectivamente, apenas 19% e 17% dos valões sabe neerlandês ou inglês. As medidas defendidas pelo Plano Marshall estão caminhando na direção correta, mas são sem dúvida insuficientes para superar completamente o atraso. [Este "Plano Marshall" para o período 2006-2009 foi elaborado em 2004 e publicado em 2005 para elevar a economia valona.]

No relatório, os professores de economia Ginsburgh e Weber mostram que, dos moradores de Bruxelas, 95% declararam que podem falar francês, 59% neerlandês, e 41% sabem inglês. Daqueles que têm menos de quarenta anos, 59% em Flandres afirmaram que sabiam falar de todos os três idiomas, em comparação com 10% na Valônia e 28% em Bruxelas. Em todas as regiões, o alemão é notavelmente menos conhecido do que os outros idiomas.

## Línguas não oficiais

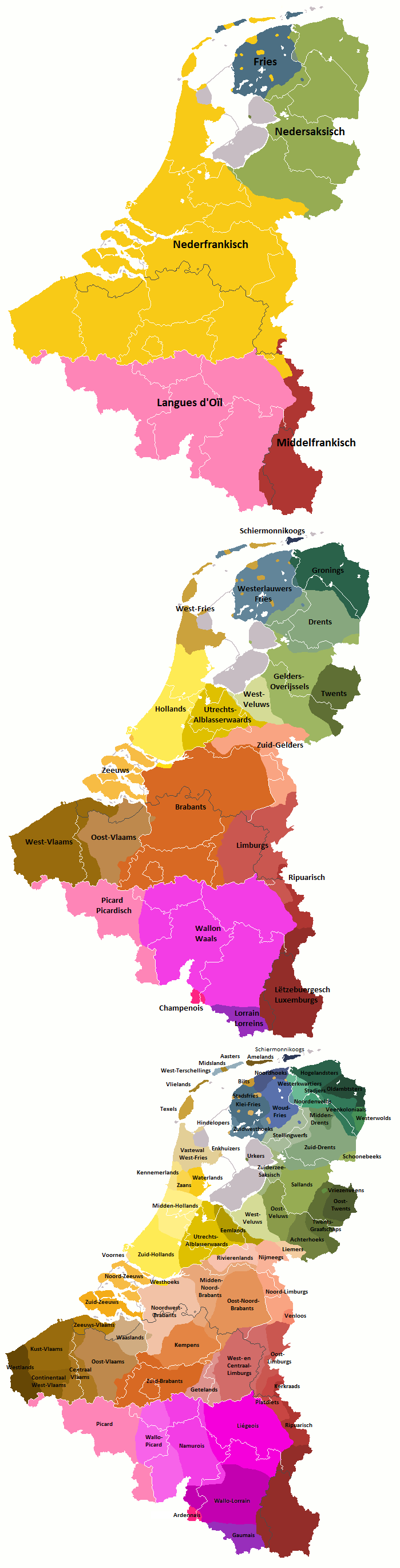
Idiomas e dialetos da área Benelux

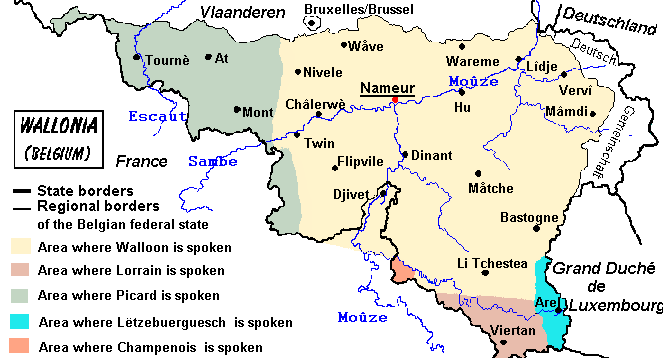
Um mapa linguístico das línguas originais na Valônia, agora em grande parte substituído pelo francês belga padrão

Além das três línguas oficiais, outros são faladas na Bélgica, como na Valônia, onde o francês tornou-se dominante há relativamente pouco tempo. Às vezes vistos como dialetos, as variedades relacionadas ao francês tem sido reconhecido pela Comunidade Francesa como línguas separadas (langues régionales endogènes, lit. 'línguas regionais nativas') desde 1990, sem, no entanto, de que se tomasse quaisquer outras medidas importantes para o suporte destas variedades linguísticas.

### Românicas

#### Valão
O valão é a língua histórica do sul da Bélgica, e a maioria das áreas hoje francófonas foram falantes do valão. É também a língua nacional tradicional dos valões. Embora tenha sido reconhecido oficialmente, como outras vernáculas na Bélgica, desde 1990, é falado principalmente por pessoas mais velhas, embora os valões mais jovens possam afirmar algum conhecimento. Ele é usado principalmente em regiões rurais, e é utilizado em peças de teatro e na literatura, embora não nas escolas.

#### Picardo
Outro idioma relacionado ao francês, e um dos idiomas históricos da região, a língua picarda foi reconhecida pelo governo da Comunidade francesa em 1990.

#### Champanhês
A língua champanhesa também foi legalmente reconhecida em 1990. É falado principalmente em Champanhe, França, e uma pequena parte da Valônia.

#### Loreno (dialeto)
Como as outras línguas indígenas intimamente relacionado com o francês, o dialeto loreno foi reconhecido em 1990. É falado principalmente em Gaume.

### Germânicas

#### Flamengo
Flandres também tem um número de dialetos, mas linguistas consideram estes como variedades de neerlandês, ao invés de constituir um idioma flamengo separado com exceção de limburguês e do Flamengo Ocidental. Os principal dialetos neerlandeses na Bélgica são o Brabantian e o Flamengo Oriental. O neerlandês padrão falado na Bélgica é influenciado principalmente pelo Brabantian. Há tradições literárias nos dialetos flamengo oriental e ocidental.

#### Limburguês
O limburguês é uma língua falada principalmente no nordeste da Bélgica e no sul dos Países Baixos, nas províncias belga e neerlandesa de Limburgo/Limburgo. Ele está intimamente relacionado com o neerlandês, porém conta com mais influências do alemão.

#### Dietsch baixo
O Dietsch baixo é um dialeto germânico do nordeste da província belga de Liège, na área de histórico e linguisticamente misto Ducado de Limburgo. Ele é falado nas cidades e aldeias, tais como Plombières (Bleiberg), Gemmenich, Hombourg, Montzen e Welkenraedt. De acordo com linguistas, a variedade é classificado como uma transição entre Limburguês e Ripuarianês.

#### Luxemburguês
O Luxemburguês, uma língua anteriormente considerada como uma variedade do alemão, é nativa Arelerland, a parte oriental da província belga de Luxemburgo, incluindo a cidade de Arlon (Arel). Contundo,ele tem sido amplamente substituído pelo francês belga nas últimas décadas, ao contrário do seu florescimento no outro lado da fronteira, no Grão-Ducado do Luxemburgo.
A linguagem, desde 1990, foi reconhecido pelas autoridades valãs como "Francique" (da francônia). Ele foi o único idioma não românico reconhecido pelo decreto de 1990.

#### Iídiche
O O iídiche é falado por muitos entre os 20.000 judeus Ashknazi que vivem na Antuérpia. Essa comunidade iídiche está entre as mais fortes na Europa, e uma das poucas comunidades judaicas em todo o mundo em que o Iídiche continua a ser a língua dominante (outros incluem Kiryas Joel, Nova York, e bairros  Ashkanazi nos Estados Unidos, Londres, Paris, Montreal e Israel).

### Linguagens de Sinais

#### LSFB
LSFB, ou a "Língua de sinais do francês belga", é usada principalmente na Valônia e em Bruxelas, e está relacionada com a LSF e outras línguas frâncicas. Desenvolveu-se a partir da antiga Língua belga de sinais, que por sua vez surgiu como resultado do contacto entre a Língua de sinais de Lyon e a LSF.

#### VGT
Como a LSFB, a Língua flamenga de sinais, ou VGT, é um idioma descendente da antiga Língua belga de sinais que é utilizada, principalmente, em Flandres, com cinco grandes dialetos regionais: Flandres Ocidental, Leste da Flandres, Antuérpia, Flamengo Brabante e Limburguês. Além disso, há variação dialetal entre os falantes homens e mulheres, devido a evolução histórica da língua.

#### DGS
Ao contrário da VGT e da LSFB, a DGS,  ou Língua alemã de sinais, não está relacionada com a LSF e compreende a sua própria língua de família.A  DGS está relacionado a a Língua polonesa de sinais (PJM) e com a Língua israelense de sinais (Shassi). Ela é usada principalmente em torno das comunidades de língua alemã da Bélgica, embora o alemão e a DGS não estejam relacionadas.

### Principais línguas estrangeiras
Línguas faladas por imigrantes das últimas décadas e seus descendentes incluem Berbere (língua rifenha), árabe (Magrebe), espanhol, turco, português, italiano, grego, polonês e inglês.